# Lucas Sanabria
Lucas Agustín Sanabria Magolé (ur. 26 grudnia 2003 we Floridzie) – urugwajski piłkarz występujący na pozycji defensywnego lub środkowego pomocnika, od 2025 roku zawodnik amerykańskiego Los Angeles Galaxy.
Jego brat Juan Manuel Sanabria również jest piłkarzem.